# كينسوكي تاكاهاشي
كينسوكي تاكاهاشي (بالكانا:たかはし けんすけ) هو ممثل ياباني، ولد في 24 ديسمبر 1994 في اليابان.

## وصلات خارجية
- كينسوكي تاكاهاشي على موقع IMDb (الإنجليزية)
- كينسوكي تاكاهاشي على موقع ميوزك برينز (الإنجليزية)
- كينسوكي تاكاهاشي على موقع قاعدة بيانات الفيلم (الإنجليزية)